# What's New?+Cute
What's New?+Cute（ワッツ・ニュー・キュート）は、札幌テレビ放送（STV）にて毎週木曜日深夜に放送されていた情報バラエティ番組。

## 概要
女性向けの情報番組としてファッション・音楽・トレンドなどの情報を発信していた。またコンサートチケットの先行予約も行われた。
2008年5月より千葉テレビ放送（チバテレ）でも放送。2009年1月中旬からしばらくネットを中断していたが、2009年5月から再開。なお、15分に短縮されている。
雑誌「B.L.T.」北海道版では、番組連動企画『Cute! Cute! Cute!』が連載されており、出演者の本音トークなどが掲載されていた。

## 放送時間
いずれもJST。
- 木曜日24:20 - 24:50（2005年11月 - 2006年9月）
- 木曜日24:26 - 24:56（2006年10月 - 2007年9月） - 『NEWS ZERO』開始に伴い繰り下げ
- 木曜日24:29 - 24:59（2007年10月 - 2008年9月） - 3分繰り下げ
- 木曜日24:38 - 25:08（2008年10月 - 2010年9月） - 『木曜ナイトドラマ』開始に伴い繰り下げ
- 木曜日24:38 - 25:18（2010年10月 - 2012年3月） - 10分拡大

プライムタイム枠番組の拡大やプロ野球（主に日本シリーズ）中継延長時、『24時間テレビ』等の番宣番組放送時は放送時間が繰り下がることがあった。

## 末期の出演者
- 松下祐貴子（STVアナウンサー）

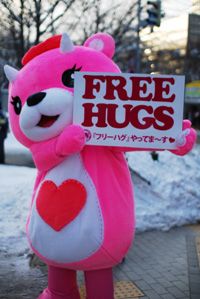
番組に準レギュラーとして出演したコアックマ

- saori -「辻田沙織」現在フットサル「サッポロチェルビーズ」で活躍
- yoko
- mami -「山下まみ」元「恋のから騒ぎ」13期生。現在は青二プロダクション所属の声優として活躍中[1]。
- chikako
- mika
- sana -「伊藤沙菜」 現在フットサル「サッポロチェルビーズ」で活躍
- sena -「藤本聖菜」現在フットサル「サッポロチェルビーズ」で活躍
- miki -「野崎未来」 2011年10月から出演[2]
- reina
- ami -「照井亜弥」元「恋のから騒ぎ」14期生。
- mika
- yuriya -「片瀬友梨耶」 
ルナフラウ所属（K-pointと業務提携）。2010年10月から出演。38度の熱がある中でオーディションに参加したエピソードがある[3]。2011年にはレースクイーン「ZENT sweeties」としても活躍。
- haruna -「小野晴菜」現在Brest所属。
- コアックマ（なぞの熊　着ぐるみ）
- 藤井孝太郎（STVアナウンサー）
- 佐々木拓大（「札幌スーパーギャグメッセンジャーズ」（団長）） - 2008年4月より充電のため休暇中

## 主なコーナー
- だって愛子のそーじゃない!（2008年9月までは「だって愛子のこーじゃない!?」）
- プラスCute
- ふじいエンタロウ
- cute information
- Cute shot boy
- saoriと藤井のキュートーーク（藤井孝太郎のアタックヤングとの共同企画）

※短縮版でかつ遅れネットのチバテレでは放送されないコーナーがあった。ただし、「だって愛子のそーじゃない!」はほぼ毎週流れていた。

### 2009年4月頃
- ちほのねむれナイト
- プラスCute
- ふじいエンタロウ
- cute information
- Cute shot worker

### 2010年4月頃
- ゆっきーのほっとけナイト
- プラスCute
- cute information
- キューション

## 過去の出演者
2005年11月～2006年3月
- 吉川典雄（STVアナウンサー）
- 近藤麻智子

2006年4月～12月
- shoko
- moo
- miho
- yukika

2006年4月～2007年9月
- momoko(white) - MOCOカメッ!に出演の為降板
- natsu
- haru 「石川晴恵」
- waka(2007年1月～）

2007年1月～2008年3月
- miki 「上村美紀」
- mifi

2007年1月～2008年9月
- misato 「今野美里」

2006年4月～2009年3月
- love子姉さん（STV「宮田愛子」アナウンサー）

2007年1月～2009年3月
- shiori
- yuka

2007年10月～2009年3月
- eri

2006年4月～2009年6月
- seika(星花。ロックバンド「Violent is Savanna」ボーカル)

2007年1月～2009年6月
- aya「美雪ありす」
- nami - 結婚により卒業[4]

2006年10月～2009年6月
- chika「遠野千夏」 現在はK-pointに所属するタレント・レースクイーン。
- ai

2009年4月～2010年4月8日放送分まで
- 西森ちほ（STVアナウンサー）

2009年7月～2010年4月放送分までで卒業か？
- aya
- minaka

2007年10月～2010年11月放送分までで卒業か？
- yuri
- saaya

2009年7月～2011年3月24日放送分で卒業
- yuka
- kaori
- shiori

2009年4月～2011年3月24日放送分で卒業
- keika

2010年4月～2011年3月24日放送分で卒業
- misaki

## 主題歌
- Violent is Savanna「ヒネクレJumper」（2007年7月3日～2008年9月25日）
- Violent is Savanna「ドンDON」（2008年10月2日～）
- Violent is Savanna「HEART BERRY」（2009年4月2日～）

## ネット局
| 放送対象地域 | 放送局                     | 系列           | 放送曜日・放送時間                  | 遅れ日数 | 備考                                       |
| ------------ | -------------------------- | -------------- | ----------------------------------- | -------- | ------------------------------------------ |
| 北海道       | 札幌テレビ放送（STV）      | 日本テレビ系列 | 木曜 24:38-25:18                    |          | What's New?Cute制作局                      |
| 千葉県       | 千葉テレビ放送（チバテレ） | 独立UHF局      | 土曜 23:30-23:45 ↓ 土曜 24:15-24:30 | 30日遅れ | 15分の短縮版。 2009年1月-4月はネット休止。 |